# Yekaterina Kovalenko
Yekaterina Kovalenko –en ruso, Екатерина Коваленко– es una deportista rusa que compitió en vela en la clase Yngling. Ganó una medalla de bronce en el Campeonato Mundial de Yngling de 2005.

## Palmarés internacional
| \| Campeonato Mundial \| Campeonato Mundial \| Campeonato Mundial \| Campeonato Mundial \| \| Año \| Lugar \| Medalla \| Clase \| \| ------------------ \| ------------------ \| ------------------ \| ------------------ \| \| 2005 \| Mondsee (Austria) \| Medalla de bronce \| Yngling \| |                   |                   |         |
| Campeonato Mundial |                   |                   |         |
| Año | Lugar             | Medalla           | Clase   |
| 2005 | Mondsee (Austria) | Medalla de bronce | Yngling |